# Molí de sa Bassa de Cas Barreter
El molí de sa Bassa de Cas Barreter, antigament el Molí Draper és un antic molí vinculat a la Síquia de Coanegra, a Santa Maria del Camí. Està situat a devora el Camí de Coanegra, a la zona coneguda com la Bassa de Cas Barreter. El seu estat és ruïnós i sols es distingeixen les restes del que era el cacau i el cup circular.
El molí es documenta des del s. XIII dins la sèrie de molins moguts per l'aigua de la Font de Coanegra. Estava situat després del molí de Son Roig i abans del molí de Son Mates. El nom de Molí Draper fa referència a l'ús de la força hidràulica per a teixir draps. El casal del molí va ser destruït per una torrentada a principis del s. XVIII. En l'actualitat està integrat dins la possessió de Son Oliver.